# Çağla Şıkel
Çağla Şıkel (ur. 2 stycznia 1979 w Stambule) – turecka aktorka i modelka.

## Życiorys
Ukończyła szkołę baletową. W 1997 zdobyła tytuł Miss Turcji. Reprezentowała Turcję w konkursie Miss World 1997, w którym doszła do ścisłego finału, zajmując w nim piąte miejsce. Po udziale w konkursie rozpoczęła karierę modelki. W 1999 ukończyła studia w stambulskim Konserwatorium im. Sinana. Zagrała w pięciu serialach telewizyjnych.
Mierzy 180 cm wzrostu. W 2008 poślubiła aktora i piosenkarza Emre Altuğa, z którym ma córkę.

## Role filmowe
- 2000: Zehirli Çiçek
- 2004: Cennet Mahallesi jako Sultan
- 2008: Görgüsüzler jako Sultan
- 2008: Avrupa Yakası jako Melek
- 2017: Dostlar Duragi jako Seher
- 2018: Jet sosyete